# William Schuman
William Howard Schuman (ur. 4 sierpnia 1910 w Nowym Jorku, zm. 15 lutego 1992 tamże) – amerykański kompozytor.

## Życiorys
W wieku 16 lat zaczął komponować popularne pieśni, grał też w zespołach jazzowych. W latach 1928−1930 uczył się w School of Commerce na Uniwersytecie Nowojorskim, zdecydował się jednak poświęcić muzyce. Studiował prywatnie harmonię u Maxa Persina i kontrapunkt u Charlesa Haubiela. Od 1932 do 1933 roku był studentem Juilliard School of Music, gdzie jego nauczycielami byli Bernard Wagenaar i Adolf Schmid. Kontynuował edukację w Mozarteum w Salzburgu (1935), w Teacher’s College na Columbia University (1935−1937) oraz u Roya Harrisa (w Juilliard School i prywatnie, 1936−1938). W 1943 roku otrzymał New York Music Critic’s Circle Award za III symfonię oraz pierwszą w historii muzyczną Nagrodę Pulitzera za utwór A Free Song. 
Dwukrotny laureat stypendium Fundacji Pamięci Johna Simona Guggenheima (1939−1941). W latach 1939−1945 był wykładowcą Sarah Lawrence College, następnie od 1945 do 1961 roku był dyrektorem Juilliard School of Music. Od 1945 do 1952 roku był dyrektorem działu wydawniczego G. Schirmer Inc. Ponadto był dyrektorem Lincoln Center for the Performing Arts w Nowym Jorku (1962−1969) i Norlin Foundation (1975−1985).
Członek National Institute of Arts and Letters (1946) i American Academy of Arts and Letters (1973). Otrzymał I nagrodę Brandeis University Creative Arts w dziedzinie muzyki (1957), złoty medal American Academy and Institute of Arts and Letters (1982) i Złotą Batutę American Symphony Orchestra League (1985). Odznaczony National Medal of Arts (1987) i Kennedy Center Honors (1989). W 1981 roku Columbia University ustanowiło nagrodę imienia Schumana za całokształt twórczości, którą kompozytor otrzymał jako pierwszy.

## Twórczość
Twórczość Schumana zajmuje ważne miejsce w XX-wiecznej muzyce amerykańskiej, obejmuje różne formy i gatunki. Stylistycznie wykazuje wiele cech wspólnych z neoklasycyzmem szkoły Nadii Boulanger. We wczesnym okresie swojej twórczości tworzył w stylu popularnym, z elementami jazzu. Dojrzały, indywidualny styl Schumana, ukształtowany pod wpływem kontaktów z Royem Harrisem, cechuje się kantylenową melodyką i zaawansowaną harmoniką. Język dźwiękowy kompozytora stanowi połączenie diatoniki z chromatyką. Wczesne symfonie Schumana odznaczają się pierwiastkiem konstruktywistycznym i wyważoną formą, w późniejszych widoczne jest barwowe ukierunkowanie harmoniki i rozwinięta faktura orkiestrowa.

## Ważniejsze kompozycje
(na podstawie materiałów źródłowych)

### Utwory orkiestrowe
- Potpourri (1932)
- 10 symfonii (I na 18 instrumentów 1935, II 1937, III 1941, IV 1941, V na smyczki 1943, VI 1948, VII 1960, VIII 1962, IX „Le fosse ardeatine” 1968, X „American Muse” 1975)
- Koncert fortepianowy (1938, wersja zrewid. 1942)
- American Festival Overture (1939)
- Newsreel (1941)
- Prayer in Time of War (1943)
- William Billings Overture (1943)
- Variations on a Theme by Eugene Goossens (1944)
- Circus Overture: Side Show (1944)
- Undertow (1945)
- Koncert skrzypcowy (1947, wersja zrewid. 1954)
- George Washington Bridge (1950)
- Credendum, Article of Faith (1955)
- New England Triptych (1956)
- Chester Overture (1956)
- When Jesus Wept (1958)
- A Song of Orpheus na wiolonczelę i orkiestrę (1961)
- Variations on „America”, orkiestrowa wersja utworu organowego Charlesa Ivesa (1963)
- The Orchestra Song (1963)
- Philharmonic Fanfare (1965)
- Dedication Fanfare (1968)
- To Thee Old Cause na obój, instrumenty dęte, kotły, fortepian i smyczki (1968)
- In Praise of Shahn (1969)
- Anniversary Fanfare na instrumenty dęte i perkusję (1969)
- Voyage for Orchestra (1972)
- Prelude for a Great Occasion na instrumenty dęte i perkusję (1974)
- Be Glad Then, America (1975)
- 3 Colloquies na róg i orkiestrę (1979)
- American Hymn (1980)
- Showcase − A Short Display for Orchestra (1986)
- Let’s Hear it for Lenny! (1988)

### Utwory kameralne
- Canon and Fugue na fortepian (1934)
- 5 kwartetów smyczkowych (I 1936, II 1937, III 1939, IV 1950, V 1987)
- Quartettino na 4 fagoty (1939)
- Amaryllis na trio smyczkowe (1964)
- XXV Opera Snatches na trąbkę (1978)
- Night Journey na 15 instrumentów (1980)
- American Hymn na kwintet dęty (1980)
- Dances na kwintet dęty i perkusję (1984)
- Awake, thou wintry Earth na klarnet i skrzypce (1986)

### Utwory fortepianowe
- 3-score Set (1943)
- Voyage (1953)
- 3 Piano Moods (1958)

### Utwory wokalno-instrumentalne
- God’s World na głos i fortepian (1932)
- 4 Canonic Choruses (1932–1933)
- Pioneers! na 8-częściowy chór (1937)
- Choral Etude (1937)
- Prologue na chór i orkiestrę (1938)
- Prelude na sopran i chór żeński lub chór mieszany (1939)
- This Is Our Time na chór i orkiestrę (1940)
- Requiescat na chór żeński lub chór mieszany i fortepian (1942)
- Holiday Song na chór żeński lub chór mieszany i fortepian (1942)
- A Free Song na chór i orkiestrę (1942)
- Orpheus and His Lute na głos i fortepian (1944)
- Te Deum (1944)
- Truth Shall Deliver na chór męski (1946)
- The Lord Has a Child na chór mieszany lub chór żeński lub głos i fortepian (1956)
- 5 Rounds on Famous Words (I–IV 1956, V 1969)
- Carols of Death (1958)
- Deo ac veritati na chór męski (1963)
- Declaration Chorale (1971)
- Mail Order Madrigals (1972)
- To Thy Love na chór żeński (1973)
- Concerto on Old English Rounds na altówkę, chór żeński i orkiestrę (1974)
- The Young Dead Soldiers na sopran, róg, instrumenty dęte drewniane i smyczki (1975)
- Casey at the Bat na sopran, baryton, chór i orkiestrę (1976)
- In Sweet Music na mezzosopran, flet, altówkę i harfę (1978)
- Time to the Old na głos i fortepian (1979)
- Esses: Short Suite for Singers on Words Beginning with S (1982)
- Perceptions (1982)
- On Freedom’s Ground: An American Cantata na baryton, chór i orkiestrę (1985)

### Opery
- The Might Casey (1951–1953, wyst. Hartford 1953)
- A Question of Taste (1988, wyst. Cooperstown 1989)

### Balety
- Undertow (wyst. Nowy Jork 1945)
- Night Journey (wyst. Cambridge 1947)
- Judith (1949, wyst. Louisville 1950)
- Voyage for a Theater (wyst. Nowy Jork 1953)
- The Witch of Endor (wyst. Nowy Jork 1965)

### Muzyka filmowa
- Steeltown (1941)
- The Earth is Born (1959)